# Геретт, Мишель
Мишель Геретт (англ. Michelle Guerette; род. 6 октября 1980, Бристол) — американская гребчиха, выступавшая за сборную США по академической гребле в период 2000—2008 годов. Серебряная призёрка летних Олимпийских игр в Пекине, обладательница двух бронзовых медалей чемпионатов мира, победительница многих регат национального и международного значения.

## Биография
Мишель Геретт родилась 6 октября 1980 года в Хартфорде, штат Коннектикут. Детство провела в соседнем Бристоле.
Заниматься академической греблей начала в 1998 году. Во время обучения в Гарвардском университете состояла в местной университетской гребной команде «Гарвард Кримсон», неоднократно принимала участие в различных студенческих регатах. Позже проходила подготовку в Гребном тренировочном центре Соединённых Штатов в Принстоне.
Впервые заявила о себе в гребле на международной арене в 2000 году, выиграв золотую медаль в распашных безрульных четвёрках на молодёжном Кубке наций в Копенгагене.
В 2001 году вошла в основной состав американской национальной сборной и выступила на взрослом чемпионате мира в Люцерне, где заняла четвёртое место в безрульных четвёрках.
На мировом первенстве 2003 года в Милане финишировала пятой в восьмёрках. Также в этом сезоне в той же дисциплине была лучшей на этапе Кубка мира в Милане.
В 2004 году решила попробовать себя в парных лодках и благодаря череде удачных выступлений удостоилась права защищать честь страны на летних Олимпийских играх в Афинах. Стартовала здесь в программе парных четвёрок, сумела выйти в главный финал, однако в решающем заезде пришла к финишу лишь пятой.
После афинской Олимпиады Геретт осталась в составе гребной команды США на ещё один олимпийский цикл и продолжила принимать участие в крупнейших международных регатах. Так, в 2005 году она побывала на чемпионате мира в Гифу, откуда привезла награду бронзового достоинства, выигранную в зачёте женских одиночек — в финале её обошли только Екатерина Карстен из Белоруссии и Мирослава Кнапкова из Чехии.
На двух этапах Кубка мира 2006 года заняла пятое место в одиночках, того же результата добилась и на мировом первенстве в Итоне.
В 2007 году в одиночках стала бронзовой призёркой на этапе Кубка мира в Линце и на чемпионате мира в Мюнхене.
Находясь в числе лидеров американской национальной сборной, благополучно прошла отбор на Олимпийские игры 2008 года в Пекине — здесь финишировала в одиночках второй, уступив только болгарке Румяне Нейковой, и тем самым завоевала серебряную олимпийскую медаль. Вскоре по окончании этих соревнований приняла решение завершить спортивную карьеру.